# O kanal
O kanal, informativna je televizijska postaja u sastavu najstarijeg bosanskohercegovačkog dnevnog lista Oslobođenje.
Pod nekadašnjim imenom TV1, O kanal je počeo sa svojim eksperimentalnim emitiranjem 26. kolovoza 2010.  Program se emituje svakodnevno, dvadesetčetiri sata na bošnjačkom, hrvatskom i srpskom jeziku. Televizija emituje razne programe kao što su vijesti, televizijske serije, tolk-show, zabavne i športske vijesti, filmove i dokumentarce.
Reporteri i dopisnici O kanala nalaze se u gradovima Mostaru, Tuzli, Zenici i Banjoj Luci. Produkcija O kanala je bazirana na potpuno digitalizovanoj opremi i modernom glavnom televizijskom studiju u Sarajevu. Događaji uživo i vijesti na O kanalu realizuju se vlastitom televizijskom opremom.
Početkom 2018. godine TV1 mijenja vlasnika i počinje poslovati u okviru medijske grupacije Oslobođenje. Od 25. studenog 2019. godine TV1 posluje pod imenom O Kanal s novim vizualnim identitetom i s vlastitom produkcijom informativnog, zabavnog, športskog i programa iz kulture. Godine 2021. među pričama O kanala koje su privukle pozornost javnosti nalazi se priča Avde Avdića, o ratnim zločincima koji se kriju u Srbiji. Ovu priču prenijeli su brojni mediji u Bosni i Hercegovini i zemljama regiona.

## Ravnatelji
| #  | Ime i prezime    | Mandat započeo | Mandat završen | Napomene |
| -- | ---------------- | -------------- | -------------- | -------- |
| 1. | Sanjin Bećiragić | 2010.          | 2020.          |          |
| 2. | Almir Šećkanović | 2020.          | 2022.          |          |

## Vanjske poveznice
- O kanal